# Жаткина, Елизавета Валерьевна
Елизавета Валерьевна Жаткина (10 сентября 2002) — российская тяжелоатлетка. Трёхкратная чемпионка России 2023, 2024 и 2025 годов, бронзовый призёр чемпионата России 2022 года в категории до 49 кг.

## Биография
Родилась 10 сентября 2002 года. Проживает в Уярском районе Красноярского края.
В мае 2022 года присвоено звание звание «Мастер спорта России».
На чемпионате России по тяжёлой атлетике 2022 года, который состоялся в Хабаровске, Елизавета в первый раз в карьере завоевала бронзовую медаль чемпионата страны с общим весом на штанге по сумме двух упражнений 168 килограммов.
В апреле 2023 года в Венесуэле на V Боливарианских играх в весовой категории 49 кг Елизавета сумела завоевать серебряную медаль с результатом по сумме двух упражнений 174 килограмма.
На чемпионате России по тяжёлой атлетике 2023 года, который состоялся в Новом Уренгое, Жаткина в первый раз в карьере завоевала золотую медаль чемпионата страны с общим весом на штанге по сумме двух упражнений 173 килограмма.
17 июля 2024 года на чемпионате России, который состоялся в Новосибирске, Елизавета во второй раз в карьере одержала победу в чемпионате страны в категории до 49 кг. В упражнении «толчок» она установила новый национальный рекорд — 98 кг.
В августе 2025 года на чемпионате России в Санкт-Петербурге в весовой категории до 49 кг завоевала чемпионский титул с результатом 170 кг по сумме двоеборья. В отдельных упражнениях также стала победительницей. 
Обучалась на повара-кондитера в Уярском сельскохозяйственном техникуме.

## Основные результаты
| Год  | Соревнования     | Место проведения | Весовая категория | Рывок, кг | Толчок, кг | Сумма, кг | Место |
| ---- | ---------------- | ---------------- | ----------------- | --------- | ---------- | --------- | ----- |
| 2022 | Чемпионат России | Хабаровск        | до 49 кг          | 75        | 93         | 168       | 3     |
| 2023 | Чемпионат России | Новый Уренгой    | до 49 кг          | 78        | 95         | 173       | 1     |
| 2024 | Чемпионат России | Новосибирск      | до 49 кг          | 75        | 98 NR      | 173       | 1     |
| 2025 | Чемпионат России | Санкт-Петербург  | до 49 кг          | 75        | 95         | 170       | 1     |